# 크리스티나 헨드릭스
크리스티나 린 헨드릭스(영어: Christina Rene Hendricks, 1975년 5월 3일 ~ )는 미국의 배우 겸 모델이다. AMC의 시대극 드라마 《매드 멘》 (2007–2015)에서 조앤 홀로웨이 역과 NBC의 범죄 드라마 《굿 걸스》 (2018-)의 베스 볼랜드 역으로 잘 알려져있다.
폭스의 서부극 드라마 《파이어플라이》 (2002-2003)에서 새프런, 코미디 센트럴의 정기 시트콤 《어나더 피리어드》 (2015–16)에서 셀렌/“체어”, 선댄스TV의 드라마 《햅 앤 레너드》 (2016)에서 트루디 역으로도 출연했다. 주요 영화 출연작에는 《드라이브》 (2011), 《갓즈 포켓》 (2014), 《로스트 리버》 (2014), 《네온 데몬》 (2016), 《피스트 파이트》 (2017), 《노크: 초대받지 않은 손님》 (2018) 등이 있다.

## 참여 작품

### 영화
- 스트럭 바이 라이트닝 - 에이프릴 역
- 진저 앤 로사 - 나탈리 역
- 세컨즈 오브 프레저
- 갓즈 포켓 - 지니 스카파토 역
- 로스트 리버 - 빌리 역
- 팅커벨 5: 해적 요정 - 자리나(목소리) 역
- 다크 플레이스 - 패티 데이 역
- 네온 데몬
- 나쁜 산타 2
- 피스트 파이트
- 포터스빌
- 크루키드 하우스
- 캔디 자
- 노크: 초대받지 않은 손님 - 신디 역
- 에그
- 캔디 상자
- 아메리칸 우먼
- 토이 스토리 4 - 개비 개비 역 (목소리)

### 텔레비전
- 케빈 힐 (2004-05)
- 매드맨 (2007-15)
- 어나더 피어리어드 (2015-16)
- 틴 스타 (2017-)
- 굿 걸스 (2018-)

### 게임
- 니드 포 스피드: 더 런 - 샘 하퍼(목소리) 역